# 岡田結實
岡田結實（日语：／ Okada Yui，2000年4月15日—），日本女演員、模特兒、電視藝人，出身自大阪府大阪市。
父親是搞笑藝人岡田圭右（增田岡田），母親是前搞笑藝人上嶋祐佳，兄長是演員岡田隆之介。

## 略歴
2001年，作為兒童模特兒進入藝能界。
2010年開始的4年間，在NHK教育頻道的《天才兒童MAX》作為てれび戦士出演。2012年，在該節目內挑戰「一分鐘內用單腳穿上襪子並左右對齊的數量」，成功穿上11隻襪並獲得健力士世界紀錄認證。
2011年開始2年間，擔任時尚雜誌《Nico☆Puchi》的專屬模特兒。
2014年，雜誌《Pichi Lemon》的第22屆海選，從約10000人當中脫穎而出成為大獎4人之一，之後1年間擔任該雜誌專屬模特兒。
2016年，從原經紀公司INCENT移籍至奧斯卡傳播。
2016年至2017年年末年始電視出演排行榜女性首位。
在2017年2月上映的電影《傷痕累累的惡魔》作為演員出道。17歲生日當天的2017年4月15日，同時發行兩部寫真集（男性粉絲向的和女性粉絲向的《hungry!!!》）。
2020年3月，與原經紀公司奧斯卡傳播結束合約關係，移籍至Viivo。

## 出演

### 電影
- 傷痕累累的惡魔（2017年2月4日公開、KADOKAWA） - 飾演 名取静 [10]

#### 日語配音
- 清秀佳人（2017年5月6日上映，加拿大電影） - 主演：飾演 安妮・雪麗[11]

### 電視劇
- 交給老婆婆靜（日语：静おばあちゃんにおまかせ）（2018年3月23日・30日，朝日電視台） - 飾 高遠寺円
- （2018年7月28日 - 9月8日，朝日電視台） - 飾
- 我的妖精大叔（日语：私のおじさん～WATAOJI～） （2019年1月11日 - 3月8日，朝日電視台） - 飾 一之瀨光
- 女高中生的虛度日常（2020年1月24日 - 3月6日 ，朝日電視台） - 飾 田中望
- 不管夜晚多黑（日语：夜がどれほど暗くても）（2020年11月22日 - 12月13日 ，WOWOW） - 飾 星野奈々美
- 江戶小姐愛在令和（2021年1月7日 - 3月11日，讀賣電視台） - 飾 仙夏
- 副教授・高槻彰良的推察（日语：准教授・高槻彰良の推察） - 飾 生方瑠衣子
  - Season1（2021年8月7日 - 9月25日、東海電視台）
  - Season2（2021年10月10日 - 11月28日、WOWOW）
- 晨間小說連續劇 Come Come Everybody（2021年12月7日 - 23日，NHK） - 飾 雉真雪衣
- 從盡頭走路五分鐘（2022年10月1日 - 11月26日，BS東視・BS東視4K）- 飾 幸田李子（幸田すもも）
- 就算忘了你（日语：たとえあなたを忘れても）（2023年10月22日 - 12月17日，朝日放送電視台・朝日電視台）- 飾 藤川沙菜
- 年下男友（日语：年下彼氏） 第二季 episode17（2024年12月8日，朝日放送電視台）- 飾 小泉由香
- 天城山奇案（2025年3月23日，BS8K / 5月10日，BS Premium 4K / 6月14日，NHK BS）- 飾 菊乃
- 失蹤人搜索班 : 消失的真相 第3集（2025年4月25日，東京電視台）- 飾 リラ / 相場りりか

### 綜藝節目
- 天才兒童MAX（2010年 - 2014年、NHK教育頻道） -
- 炎之体育會TV（2012年10月 - 2013年8月、TBS） - 準固定班底
- （2016年9月 - 、日本テレビ） - 固定班底
- （2016年10月 - 、日本テレビ） - 主持人 [12]
- （2017年4月3日 - 、NHK Eテレ） - 主持人

### 紀錄片
- （2017年3月17日、東京電視台） - 旁白[13]

### 廣告
- NEXT「HOME'S」（2016年）
  - 篇（2016年10月17日 - ）[14]
  - 篇（2017年1月4日 - ）[15]
- 日枝神社 宣傳大使（2016年）[16]
- 日本Guthy-Renker「Proactiv」（2016年）[17][18]
- 第89屆選拔高等學校棒球大會  海報女郎（2017年）[19]
- Supercell「皇室戰爭」（2017年3月18日 - ）[20]

### 音樂錄影帶
- （2015年）

## 書籍

### 寫真集
- （2017年4月15日、東京新聞通信社）ISBN 978-4863366459[9]
- hungry!!!（2017年4月15日、PIA）ISBN 978-4835638195[9]

### 雑誌連載
- Como（2001年 - 2008年、主婦之友社） - 模特兒
- Nico☆Puchi（2011年 - 2013年、新潮社） - 専属模特兒
- Pichi Lemon（2014年7月号 - 2015年12月号、学研Plus） - 専属模特兒

## 外部連結
- 官方檔案介紹（日語）
- 官方博客 （页面存档备份，存于）（日語）
- 岡田結實的X（前Twitter）
- 岡田結實的Instagram帳戶